# Federálně spravovaná kmenová území
Federálně spravovaná kmenová území (urdsky قبائلی علاقہ جات, Qabāilī 'ilāqa džāt, anglicky Federally Administered Tribal Areas) jsou hraniční území Pákistánu sousedící s Afghánistánem. Rozloha území je 27 220 km². Kromě Afghánistánu na severozápadě území sousedí na východě s Chajbar Paštúnchwou a na jihu s Balúčistánem.